# 顿斯凯

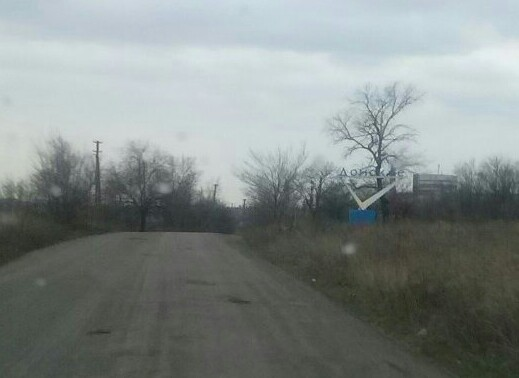
路边风景

顿斯凯（羅馬化：Donske），是烏克蘭東部頓涅茨克州沃爾諾瓦哈區沃尔诺瓦哈市镇内的市級鎮。距離沃爾諾瓦哈15公里，處於卡利奇克河畔，海拔高度171米，2011年人口5,132。